# Pac-Man Vs.
Pac-Man Vs. (パックマンvs. Pakkuman Buiesu?) är ett datorspel i serien "Pac-Man" som utvecklats av Nintendo och publiceras av Namco för GameCube. Det var ursprungligen inkluderat som en extra bonus skiva med spelarens Choice-utgåva av Pac-Man World 2, liksom i GameCube-versionerna av I-Ninja och Namco R: Racing Evolution. Den japanska versionen var ursprungligen endast tillgänglig för medlemmarna Club Nintendo.